# 大串村
大串村（おおぐしむら）は、長崎県の西彼杵半島にあった村。西彼杵郡に属した。1961年（昭和36年）に南隣の亀岳村と合併し、西彼村となった。
現在の西海市西彼町の北部にあたる。

## 地理
西彼杵半島の北東端に位置する。東岸を大村湾に接し、北岸は伊ノ浦瀬戸（針尾瀬戸）を挟んで針尾島を望む。
- 山：風高峰、小松岳、八人ヶ岳、樫井岳
- 島嶼：竹島、三島、勘兵島、前ノ島、矢筈島、長島、堂島、焼島、千鳥島、玉子島、沖安甫島、ヘタ安甫島
- 河川：鳥加川、木場川、菰立川、綿内川、柚子ノ川
- 溜池：七浦池、佛河内池

## 沿革
- 1889年（明治22年）4月1日 - 町村制施行により、西彼杵郡大串村が単独村制にて発足。
- 1955年（昭和30年）12月1日 - 当村の小迎郷と針尾島（佐世保市針尾東免。現・針尾東町）に架橋された西海橋の供用開始。
- 1961年（昭和36年）6月29日 - 亀岳村と合併して西彼村が発足し、大串村は自治体として消滅。

## 地名
郷を行政区域とする。大串村は1889年の町村制施行時に単独で自治体として発足したため、大字は無し。
- 伊ノ浦郷
- 大串郷
- 小迎郷
- 鳥加郷
- 平山郷
- 八木原郷

## 名所・旧跡
- 伊ノ浦瀬戸（針尾瀬戸）

## 出身者
- 高月徳治 - 大串村名誉村長[2]。
- 高月一郎 - 貿易商。第五高等中学校を経て1902年に東大法科を卒業、台湾総督府専売局書記を経て三五公司に転職、仏領インドシナで真珠貝の採取に取り組んだ。退職後、荒井泰治、金子直吉らの資金援助により、ベトナムのフート省でサイザル麻栽培をフランス人と共同経営したが経営難となり、ハノイで貿易商となり、漆の輸出や日本雑貨の輸入を行なった[2]。